# Michael Raymond-James
Michael Raymond-James (Detroit, 24 de dezembro de 1977) é um ator estadunidense. Ele é mais conhecido pelo seu papel como René Lenier na primeira temporada da série de televisão True Blood, Britt Pollack na série Terriers, e Neal Cassidy/Baelfire na série Once Upon a Time.

## Filmografia

### Cinema
| Ano  | Título           | Papel        | Notas |
| ---- | ---------------- | ------------ | ----- |
| 2000 | Minor Blues      | Dill         |       |
| 2006 | Black Snake Moan | Gill         |       |
| 2010 | The Twenty       | Desconhecido |       |
| 2011 | Bowman           | Mickey       | Curta |
| 2012 | Jack Reacher     | Linsky       |       |
| 2013 | Road to Paloma   | Irish        |       |
| 2014 | The Salvation    | Paul         |       |
| 2016 | The Finest Hours | D.A. Brown   |       |

### Televisão
| Ano       | Título                            | Papel                      | Notas                              |
| --------- | --------------------------------- | -------------------------- | ---------------------------------- |
| 2003      | Line of Fire                      | Threat                     | Episódio: "Take the Money and Run" |
| 2003      | The Handler                       | Mace                       | Episódio: "Off the Edge"           |
| 2004      | ER                                | Sr. Tunny                  | Episódio: "Try Carter"             |
| 2004      | North Shore                       | Damien Pruitt              | Episódio: "Meteor Shower"          |
| 2005      | CSI: Crime Scene Investigation    | Aaron Colite               | Episódio: "Unbearable"             |
| 2006      | Boston Legal                      | Kevin Armus                | Episódio: "Ivan the Incorrigible"  |
| 2006      | Medium                            | Travis McQueen             | Episódio: "Ghost in the Machine"   |
| 2008–2011 | True Blood                        | Rene Leiner                | 14 Episódios                       |
| 2009      | ER                                | Jordan                     | Episódio: "Dream Runner"           |
| 2009      | ER                                | Stuart Moore               | Episódio: "The Family Man"         |
| 2009      | Cold Case                         | John "Shameless" Clark '76 | Episódio: "Jackals"                |
| 2009      | Lie to Me                         | Gavin Howell               | Episódio: "The Core of It"         |
| 2009      | Life                              | Tex                        | Episódio: "Canyon Flowers"         |
| 2009      | Last of the Ninth                 | Tommy "Babyface" Leone     | Telefilme                          |
| 2010      | Saving Grace                      | Westy Stevenson            | Episódio: "Hear the Birds?"        |
| 2010      | Terriers                          | Britt Pollack              | 13 Episódios                       |
| 2011      | Law & Order: Special Victims Unit | Eddie Skinner              | Episódio: "Smoked"                 |
| 2012      | The Walking Dead                  | Dave                       | Episódio: "Nebraska"               |
| 2015      | Sons of Liberty                   | Paul Revere                | Minissérie                         |
| 2012–2016 | Once Upon a Time                  | Neal Cassidy/Baelfire      | 24 Episódios                       |
| 2016      | Game of Silence                   | Gil Harris                 | 10 Episódios                       |
| 2016      | Lethal Weapon                     | Chad Jackson               | Episódio: "Spilt Milk"             |
| 2018      | Tell Me a Story                   | Mitch Longo                | Elenco Regular                     |